# Традиционална израда Шуан папира
Шуан папир, или пиринчани папир је врста папира пореклом из древне Кине који се користио за писање и сликање. Шуан папир је познат по томе што је мекан и фине текстуре, погодан за преношење уметничког израза и кинеске калиграфије и сликарства.
Традиционална израда Шуан папира уврштена је на УНЕСКО-ву листу нематеријалног културног наслеђа 2009. године. Традиционални процес који се преноси усмено кроз генерације и који се и данас прати, одвија се стриктно ручно кроз више од стотину корака као што су намакање, прање, ферментација, бељење, пулпирање, излагање сунцу и сечење – што траје више од две године. Шуан папир је постао синоним за регион Јинг, где велики број занатлија још увек одржава занат у животу.

## Порекло
Шуан папир се први пут помиње у древним кинеским књигама Белешке о прошлим познатим сликама и Нова књига о Тангу. Првобитно је произведен у династији Танг у округу Јинг, који је био под јурисдикцијом префектуре Шуан, па отуда и назив Шуан папир. Током династије Танг, папир је често био мешавина конопље (прво влакно које се користило за папир у Кини) и влакана дуда. Од династије Сунг, индустрије за производњу папира у Уичоу и Чичоу постепено су пренете у округ Јинг.

## Класификација
Због различитих метода производње, Шуан папир се може класификовати у Шангшуан, Шушуан и Баншушуен. Шангшуен (буквално "Сирови шуан"), који није посебно обрађен, истиче се својом способношћу да апсорбује воду, узрокујући да се мастило на њему замагли. Шушуан (буквално „зрели шуан“), међутим, има алуминијум-калијум сулфат уграђен током производње, што резултира чвршћом текстуром, смањеном способношћу да апсорбује воду и мањом отпорношћу на напон смицања (што значи да се може много лакше поцепати). Баншушуен (буквално "Полузрели шуан") има средњу способност упијања, између претходне две врсте шуан папира.

## Карактеристике
Шуан папир има велику затезну чврстоћу, глатку површину, чисту текстуру, велику отпорност на гужвање, корозију, мољце и буђ. Већина древних кинеских књига и слика познатих сликара које су преживеле до данас добро је очувана на Шуан папиру. Шуан папир је освојио Златну награду на Панамској међународној изложби 1915. Шуан папир је коришћен за израду свитака. 

## Материјал и производња
Материјал који се за Шуан користи уско је повезан са географијом округа Јинг. Кора Pteroceltis tatarinowii, уобичајене врсте бреста у овој области, коришћена је као главни материјал за производњу Шуан папира. Пиринач, заједно са неколико других материјала, накнадно је додат у рецепт у династије Сунг и Јуан. Бамбус и дуд су такође почели да се користе за производњу шуан папира отприлике у то време.
Производња шуан папира може се слободно описати као процес од 18 корака, а детаљан приказ би укључивао преко стотину. Неки произвођачи папира су измислили кораке који су држани у тајности од других. Процес укључује парење и бељење коре дрвета бреста, као и додавање разних сокова.